# Basílica de Nuestra Señora de la Salud (Pátzcuaro)

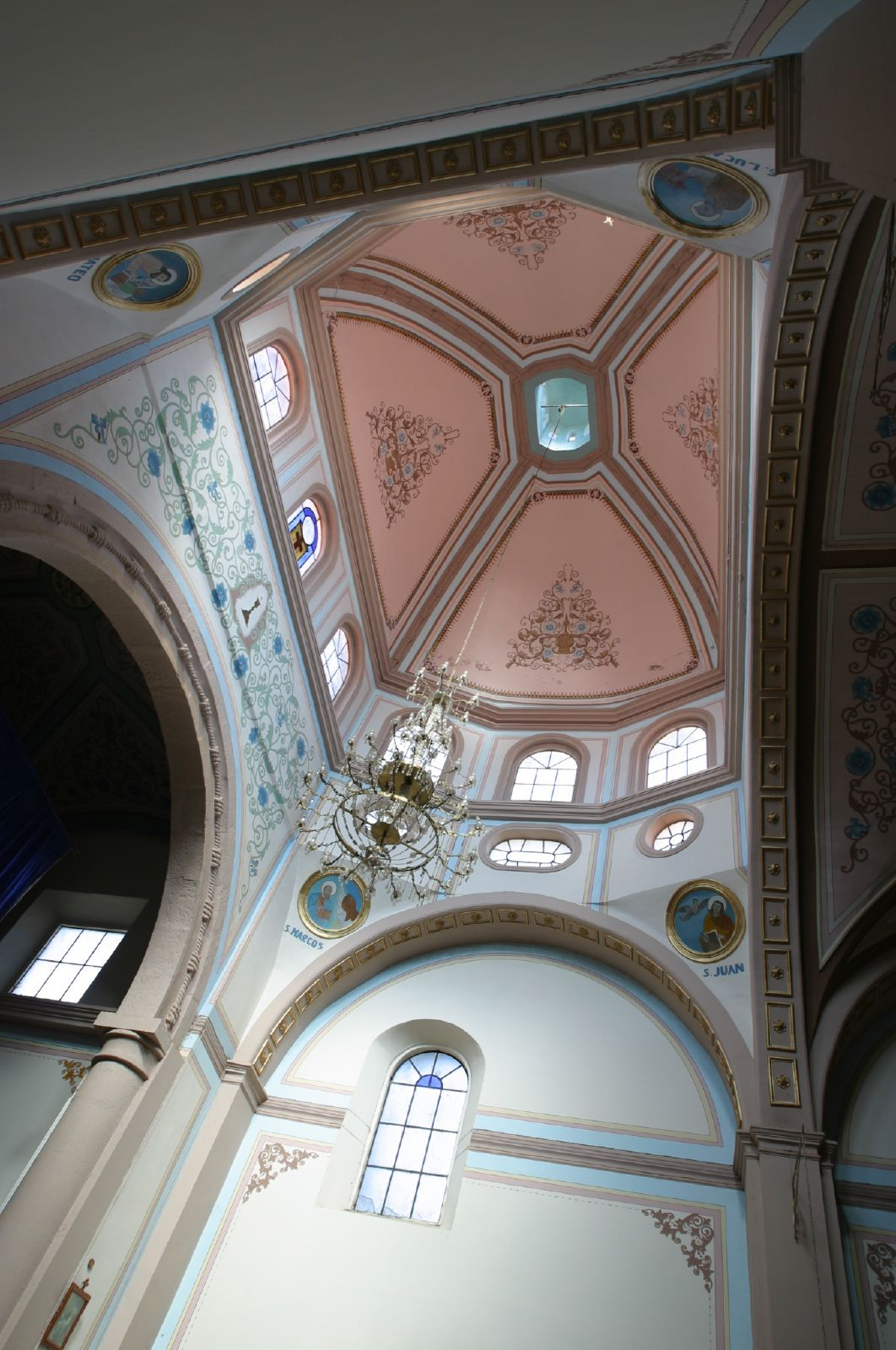
Interior de la basílica

La basílica de Nuestra Señora de la Salud es el principal edificio religioso de Pátzcuaro, Michoacán, México, edificado sobre un pirámide purépecha. Actuó como catedral hasta el traslado de la sede de la diócesis a Morelia en 1580, donde se construyó otra catedral. Es basílica desde el 23 de enero de 1923.
La construcción de la basílica fue construida por orden del primer obispo de Michoacán, Don Vasco de Quiroga, conocido por su labor como benefactor de los pueblos indígenas y por su destacada contribución como fundador de la Universidad Michoacana de San Nicolás de Hidalgo. En el interior del templo se encuentra su mausoleo. El 22 de diciembre de 2020, el papa Francisco reconoció las virtudes heroicas del obispo Vasco de Quiroga, por lo que puede llamarse venerable, su causa de beatificación se encuentra abierta.  
La época de construcción de este edificio corresponde al siglo XVI, con un plan original basado en la catedral de Granada con una gran capilla pentagonal rodeado de sus correspondientes capillas, aunque no se llegaron a construir todas. 
Dentro del mismo se puede contemplar una imagen de la Virgen de la Salud hecha de pasta de caña de maíz de 1 metro 30 cm, también mandada a realizar por Don Vasco de Quiróga para el hospital que fundó de Santa Marta en dicha ciudad a quien le dio el título de Salus Infirmorum (Salud de los Enfermos), muy venerada por los Michoacanos. El 8 de diciembre de 1899 se realizó su coronación pontificia por decreto del papa León XIII, la Reina de España Victoria Eugenia de Battenberg fue devota de ella y su camarera de Honor en la distancia. La Virgen de la Salud de Pátzcuaro es patrona de la arquidiócesis de Morelia y de la Pastoral de la Salud en todo México. Una réplica de la misma fue venerada por el Papa Francisco en su visita a Morelia y otra más de encuentra en Las Vegas Nevada. su fiesta es el 8 de diciembre día de la Inmaculada Concepción.